# Izabella Wisłocka
Izabella Wisłocka z domu Sołtycka (ur. 25 czerwca 1919 w Kijowie, zm. 28 stycznia 2003) – polska architektka, doktor nauk technicznych, nauczycielka akademicka Politechniki Warszawskiej, autorka książek.

## Życiorys
W 1943 ukończyła studia na Wydziale Architektury Politechniki Warszawskiej. 
Po 1945 została członkiem Stowarzyszenia Architektów Polskich (SARP). W latach 1949–50 była sekretarzem Zarządu Oddziału SARP w Poznaniu. Pracowała wówczas w Urzędzie Miejskim w Poznaniu, w Pracowni Starego Miasta. Od 1952 była członkiem warszawskiego oddziału SARP.
Uzyskała stopień doktora nauk technicznych. Podjęła pracę na Wydziale Architektury Politechniki Warszawskiej; początkowo jako asystent, a następnie adiunkt w Katedrze Historii Architektury prowadzonej przez prof. Piotra Biegańskiego.
Była autorką książek o architekturze modernistycznej oraz nowoczesnych formach mieszkaniowych. Jej studium Awangardowa architektura polska 1918–1939, opisujące historię modernizmu w Polsce, było wielokrotnie cytowane w pracach polskich i zagranicznych.

### Życie prywatne
W 1944 poślubiła kompozytora i dyrygenta Stanisława Wisłockiego.

## Książki
- Awangardowa architektura polska 1918–1939. Wydawnictwo „Arkady”, 1968. Brak numerów stron w książce
- Dom i miasto jutra. Wydawnictwo „Arkady”, 1971. Brak numerów stron w książce